# Saint-Léger-lès-Paray
Saint-Léger-lès-Paray este o comună în departamentul Saône-et-Loire, Franța. În 2009 avea o populație de 616 de locuitori.

## Evoluția populației
| An        | 1975 | 1982 | 1990 | 1999 | 2006 | 2009 |
| --------- | ---- | ---- | ---- | ---- | ---- | ---- |
| Populație | 277  | 561  | 622  | 583  | 587  | 616  |